# مارلو
مارلو ألمانيا (بالألمانية: Marlow, Germany) هي بلدة ألمانية تقع في ألمانيا في مكلنبورغ فوربومرن. يقدر عدد سكانها بـ 5,023 نسمة .

## المدن التوأمة
مدن Gettorf و Czaplinek هي مدن توأمة لـمارلو ألمانيا.